# Чезаре Ломброзо
Чезаре Ломброзо (на италиански: Cesare Lombroso) е италиански лекар и криминолог, роден във Верона, Италия на 6 ноември 1835 и умира в Торино, Италия на 19 октомври 1909.
Занимава се предимно с криминология, антропология и физиономика.
Чезаре Ломброзо е тъст на историка и писател Гулиелмо Фереро (1871-1941).

## Трудове
- In Calabria, 1862.
- Studi per una geografia medica d'Italia, Milano, Giuseppe Chiusi, 1865.
- L'uomo bianco e l'uomo di colore, Padova, Tip. F. Sacchetto, 1871.
- L'uomo delinquente, Milano, Hoepli, 1876.
- Genio e follia, Milano, Giuseppe Chiusi, 1864).
- Considerazioni al processo Passannante, E. Detken, Napoli, 1879.
- Gli Anarchici, 1894.
- Le più recenti scoperte ed applicazioni della psichiatria ed antropologia criminale, Torino, Fratelli Bocca, 1893.
- Sui recenti processi bancari di Roma e Parigi, in Archivio di Psichiatria, 1893.
- Grafologia, Hoepli, Milano, 1895.
- La donna criminale, 1895.
- Nuovi studii sul genio, Milano-Palermo, Sandron, 1902.
- La donna delinquente, 1927.

### Издания в България
- „Любовта у лудите“, превод Петър Странджев, Шумен: печ. Искра, 1894, 48 с.
- „Антисемитизмътъ въ свѣтлината на модерната наука“, София: [Б. изд.], 1938, 40 с.
- „Престъпникът: Криминална антропология“, Изд. Екстрем, 1999, 134 с.
- „Жената – престъпничка и проститутка“, превод Тодор Генов, Изд. Ахат, 2014, 268 с.
- „Престъпният човек“, Изд. Веси, 2018, 244 с.